# Scirpus molinianus
Scirpus molinianus là loài thực vật có hoa trong họ Cói. Loài này được Beetle miêu tả khoa học đầu tiên năm 1953.